# Ghiacciaio Sphinx
Il ghiacciaio Sphinx è un ghiacciaio situato sull'Isola di re Giorgio, la più vasta delle Isole Shetland Meridionali, a nord del termine della Penisola Antartica. Il ghiacciaio si trova in particolare nella parte occidentale della costa meridionale dell'isola, dove fluisce verso est, lungo il versante orientale del duomo Varsavia, scorrendo a nord della morena Błazyk, fino ad arrivare nei pressi di colle Sphinx, vicino alla costa della baia dell'Ammiragliato.

## Storia
Il ghiacciaio Sphinx è stato mappato durante la spedizione francese in Antartide svoltasi dal 1908 al 1910 al comando di Jean-Baptiste Charcot, ed è stato così battezzato dai partecipanti a una spedizione polacca di ricerca antartica svoltasi nel 1980, in associazione con il vicino colle Sphinx, a sua volta così chiamato perché la sua forma ricorda quella di una sfinge. Nel 2003, il comitato britannico per i toponimi antartici cambiò il nome del ghiacciaio utilizzando la dicitura inglese, trasformandolo da "Sfinksa" nell'odierno "Sphinx".